# Pseudosmittia guineensis
Pseudosmittia guineensis är en tvåvingeart som först beskrevs av Jean-Jacques Kieffer 1918.  Pseudosmittia guineensis ingår i släktet Pseudosmittia och familjen fjädermyggor. Inga underarter finns listade i Catalogue of Life.